# Václav Simon
Václav Simon, född den 30 juni 1896 i Tyskland, död den 21 november 1952 i Solna, var en tjeckisk-svensk fotbollstränare aktiv i Sverige.
Simon var tränare för Malmö FF, IS Halmia, AIK, Vinbergs IF, Halmstads BK, Trelleborgs FF och IFK Kristianstad.